# Ebeczky Emil
Ináncsi Ebeczky Emil (Buda, 1818. február 13. – Budapest, 1891. december 22.) tisztviselő, újságíró. Ebeczky Béla költő, író apja.

## Élete
Ebeczky Imre számvevő-tanácsos és sipeki Balás Apollónia fia. Gimnáziumi tanulmányait Budán végezte el, majd a pesti egyetem hallgatója lett. 1835-ben Nógrád vármegye aljegyzői, 1836-tól helytartósági gyakornoki tisztét töltötte be. 1838-ban ügyvédi praxist indított, majd 1839-ben fogalmazó lett. 1848-ban miniszteri titkárként dolgozott Batthyány Lajos kormányában, és mint nemzetőr főhadnagy vett részt a szabadságharcban. Ennek leverését követően, 1850-ben amnesztiában részesült, de állásából fegyelmi úton elmozdították és fizetését megvonták.
Ezt követően a közélettől visszavonult, és egyházasbásti birtokán gazdálkodott, emellett régészettel és őslénytannal foglalkozott. Paleontológiai gyűjteményének egy részét a Nemzeti Múzeumnak, nagyobbik részét a császári ásványtárnak (Hof-Mineralien Kabinet) adományozta. 1863-ban visszatért a közéletbe, s Rimaszombatban előbb törvényszéki ülnök, 1866-tól Gömör és Kishont vármegye alispánja és törvényszéki elnök lett. 1867-ben ismét Pestre költözött, és sajtóvizsgáló bíróként tevékenykedett, mígnem 1869-től Gömör és Kishont és Abaúj vármegyék királyi tanfelügyelőjeként dolgozott, királyi tanácsosi címmel. Állásából 1880-ban vonult nyugalomba.

## Munkássága
Újságírói munkásságát az 1830-as években humorisztikus tárcák írásával kezdte meg a Regélő és a Honművész című lapoknál. Tevékenyen részt vett a gömöri hírlapirodalom megszületésénél, továbbra is humorisztikus tárcákat, vezércikkeket és tudományos ismeretterjesztő cikkeket írt a Gömöri Lapokba (1869–1871), a Rozsnyói Híradóba, a Gömöri Híradóba (1874–1876), a Losonci Híradóba (1878–1879), illetve a fővárosi Borsszem Jankóba (1869–1870). Cikkeit általában álnéven írta alá: Belezséry, Csevegő, d’Arage, dr. Pineus, dr. Pipiske, Dunanan apó, Dunanan fils, E. Emil, Fixifaxy, Ináncsy, Ködvágó, Palojthay, Simonffy, Sir John, Zerus; BI., I., IE., Iy, KV.
1864-ben Ködvágó álnéven Berecz Károllyal (Sánta Ördög álnéven) ő szerkesztette a korban nagy figyelmet felkeltett Krinolin naptárt, amelyben a magyar nemesi címerek paródiáit adták közre. Kéziratban számos tréfás, humorisztikus, történeti és természettudományos munkát hagyott hátra, többek között az Irodalmi cancan című, a nőkről szóló terjedelmes írását. Helytörténeti írásai jelentek meg a Századok című folyóiratban (1867), illetve a Gömör és Kishont törvényesen egyesült vármegyék leírása című vármegye-monográfiában (1867, szerk. Hunfalvy János.
Mindemellett kitűnő karikaturista volt, s miután Munkácsy János Garabonciás diák című színműve kudarcot vallott Pály Elek zenéjével, Ebeczky és Thern Károly újra megzenésítették, és 1834. szeptember 12-én fényes sikert arattak vele.

## Művei
- Krinolin naptár. Mulattató képeskönyv 1865. évre. Szerk. Ködvágó [Ebeczky Emil] és Sánta ördög [Berecz Károly]. Eggenberger, Pest, 1865